# STAY (コブクロの曲)
『STAY』（ステイ）は、コブクロの18枚目のシングル。2009年7月15日発売。発売元はワーナーミュージック・ジャパン。

## 解説
- 前作「虹」から、3ヶ月ぶりの新曲。
- PVの出演は石川紗彩。
- PVは長野県上田市にある高原で撮影された。
- 「STAY」はTBS系日曜劇場『官僚たちの夏』の主題歌。2作ぶりのドラマ主題歌だが、主演が研音所属でないドラマの主題歌を手掛けたのは「桜」以来となり、コブクロがTBSの連続ドラマの主題歌を手掛けるのもこれが初めてとなる。
- アルバム「CALLING」の先行シングルでもあったためか、初動は前作を僅かに下回り、累計売上も「DOOR」以来9作ぶりに10万枚を下回った。

## 収録曲
全曲作詞・作曲：小渕健太郎、編曲:コブクロ
1. STAY
  - TBS系ドラマ『官僚たちの夏』主題歌。
2. FREEDOM TRAIN
  - 2008年に行われたツアー「KOBUKURO LIVE TOUR '08 "5296"」で披露された楽曲。
3. 君といたいのに
  - インディーズ時代の未発表曲。
  - ダミーヘッド・バイノーラル・マイクを使用して録音。
4. STAY(Instrumental)
5. FREEDOM TRAIN(Instrumental)

## 収録アルバム
- CALLING(#1,2)
- ALL SINGLES BEST 2(#1)
- ALL TIME BEST 1998-2018(#1)
- Seasons Selection〜Autumn〜 (#2)
- Seasons Selection〜Winter〜 (#1)
- ALL SEASONS BEST (#1,2)

※「君といたいのに」はアルバム未収録